# August Borms
August Borms (ur. 14 kwietnia 1878 r. w Sint-Niklaas, zm. 13 kwietnia 1946 r. w Brukseli) – flamandzki działacz nacjonalistyczny, kolaborant z Niemcami podczas II wojny światowej

## Życiorys
W latach 1896–1902 studiował filologię germańską na katolickim uniwersytecie w Lowanium. Krótko pracował jako nauczyciel w szkole średniej. W 1903 r. wyjechał do Peru w składzie belgijskiej misji edukacyjnej, skąd powrócił w 1906 r. Następnie wykładał na uniwersytecie w Gandawie, gdzie zaczął organizować wycieczki propagandowe, mające służyć rozwijaniu flamandzkiej świadomości narodowej. Po wybuchu I wojny światowej prezentował początkowo postawę pro-belgijską i antyniemiecką. Zmienił ją po wiadomościach z frontu o złym traktowaniu żołnierzy pochodzących z Flandrii. W 1917 r. wszedł w skład separatystycznej Rady Flandrii, która negocjowała z niemieckimi władzami okupacyjnymi przyszły status Flandrii. 8 lutego 1919 r. został aresztowany w związku ze swoją wojenną działalnością, zaś 6 września tego roku skazany na karę śmierci. Wywołało to interwencję papieża Benedykta XV, dokonaną poprzez episkopat belgijski i francuski, początkowo odrzuconą, ale za drugim razie przyjętą. Kara śmierci A. Bormsa została 23 stycznia 1920 r. zamieniona na długoletnie więzienie. Po kilku latach wyszedł jednak na wolność z powodu amnestii dla więźniów politycznych. W grudniu 1928 r. wziął udział w wyborach parlamentarnych, dostając się do parlamentu belgijskiego. 10 maja 1940 r., po najeździe wojsk niemieckich na Belgię, został internowany wraz z pozostałymi nacjonalistami flamandzkimi i osadzony w obozie na terytorium Francji. 11 sierpnia tego roku powrócił do okupowanej Brukseli, podejmując kolaborację z Niemcami. Udzielał się m.in. przy formowaniu Ochotniczego Legionu Flandryjskiego. Na początku września 1944 r., kiedy wojska alianckie wyzwalały Francję, zbiegł do Niemiec. Po zakończeniu wojny został 28 sierpnia 1945 r. aresztowany w szpitalu w Berlinie, po czym przewieziony do Brukseli. Po procesie został skazany na karę śmierci przez rozstrzelanie, wykonaną 13 kwietnia 1946 r.
Obecnie jest jednym z najbardziej czczonych flamandzkich działaczy nacjonalistycznych przez działające w belgijskiej Flandrii ugrupowania separatystyczne.